# Tengiz Goedava
Tengiz Soerabovitsj Goedava (Georgisch: თენგიზ გუდავა; Russisch: Тенгиз Зурабович Гудава) (Samtredia, 28 november 1953 – Praag, 20 april 2009) was een Georgisch journalist en mensenrechtenactivist.
Goedava studeerde biofysica in Moskou. Samen met zijn broer werd hij actief in de dissidentenbeweging en vormde onder meer de rockgroep “Phantom” om de aandacht te trekken op de mensenrechten. In 1982 werd Goedava gearresteerd en vervolgens veroordeeld tot een gevangenisstraf van 7 jaar en verbanning van 3 jaar wegens "anti-Sovjet"-activiteiten. Wanneer zijn broer in het openbaar kritiek uitbrengt op het arrest, wordt die ook veroordeeld tot 4 jaar gevangenisstraf. De broers worden in 1987 vrijgelaten op voorwaarde dat zij het land verlaten. Tengiz Goedava verhuisde naar de Verenigde Staten en nadien naar Praag, waar hij werkte voor Radio Free Europe/Radio Liberty. Goedava werkte aanvankelijk nauw samen met Zviad Gamsachoerdia, die later de eerste democratisch verkozen president van Georgië zou worden. Later brak Goedava met hem omwille van zijn nationalistische retoriek.
In Europa werkte hij samen met Sovjet-dissidenten als Vladimir Boekovski, en publiceerde geregeld over politieke, economische en culturele problemen in de Sovjet-Unie en het GOS, vooral in Centraal-Azië en de Kaukasus. In 2004 stopte hij zijn samenwerking met Radio Free Europe/Radio Liberty uit protest tegen het toenemend conformisme van de Russische afdeling en werkte hij als zelfstandig journalist.
Tengiz Goedava was de auteur van talrijke artikelen en essays over de Georgische en de Russische dissidenten- en mensenrechtenbeweging in de voormalige Sovjetrepublieken. Hij schreef ook gedichten en twee romans (Ego zvali Anzhelika, 2003; Gelgoland, 2008, allebei in het Russisch).
Goegava stierf in april 2009 onder onduidelijke omstandigheden.